# Luis Soler Cañas
Luis Soler Cañas (n. 6 noiembrie 1918, Buenos Aires, Argentina – d. 13 septembrie 1984) a fost un scriitor argentinian. Din punct de vedere literar, a fost un adept al revizionismului istoric, iar, din punct de vedere politic, a fost un susținător al Partidului Justițialist al lui Juan Perón. S-a ocupat de studiul argoului lunfardo din Buenos Aires, înființând Academia Porteña del Lunfardo în 1962, în colaborare cu José Gobello, Nicolás Olivari, Amaro Villanueva și León Benarós

## Elemente biografice
Luis Soler Cañas a absolvit Școala Superioară de Comerț Manuel Belgrano (Escuela Superior de Comercio Manuel Belgrano) din Córdoba (Argentina), după care s-a înscris la Universitatea din Buenos Aires, pe care nu a absolvit-o.
S-a angajat funcționar la Consiliului Național al Educației (Consejo Nacional de Educación), incorpotat în 1948 în Ministerul Justiției și Instrucțiunii Publice (Ministerio de Justicia e Instrucción Públic) și transformat apoi, în 1949, în Ministerul Educației Naționale (Ministerio de Educación de la Nación). A ajuns să ocupe funcșii din în ce mai însemnate în Direcția Generală a Culturii (Dirección General de Cultura) din cadrul acestor instituții. Din activitatea sa este de menționat organizarea Festivalului Național al Poeziei (Fiesta de la Poesía). 

Xonsiderând peronismul o mișcare care voia să îndrepte nedreptățile sociale și să oprească dominația străină impusă Argentinei, Luis Soler Cañas a aderat la peronism, pe care l-a susținut cu tărie. În 1955, la scurt timp după răsturnarea lui Perón, în urma unor acțiuni de epurare, Soler Cañas a fost dat afară din funcția sa de salariat al statului. Măsurile luat împotriva sa din cauza părerilor sale pozițiilor sale politice l-au stimulat să susțină Rezistența Peronistă. În 1957 a devenit redactor al săptâmânalului „Mayoría” care fusese înființat de frații Tulio și Bruno Jacovella.Revista este prima publicație care e prezentat rezultatele învestigațiilor jurnalistului Rodolfo Walsh despre execuția, în orașul José León Suárez, a unui grup de susținători ai lui Perón
În imposibilitate de a găsi o slujbă într-o instituție guvernamentală, pe lângă activitatea de jurnalist, Soler Cañas a lucrat în biroul de presă al Sindicatului Mecanicilor și al Altor Muncitori din Transportului Automotor (Sindicato de Mecánicos y Afines del Transporte Automotor - SMATA).

## Activitate ca jurnalist
Fiind interesat de literatură, Luis Soler Cañas s-a alăturat adunărilor tinerilor poeți din Buenos Aires. Aceasta  i-a dat prilejul de a-l cunoaște pe José María Fernández Unsain, care l-a recrutat să lucrsze la ziarul naționalist „Cabildo", care la acea vreme era editat de jurnalistul Lautaro Durañona y Vedia. Acolo avea să treacă de la a fi corector la editor, publicând articole alături de personalități precum José Luis Torres, Roberto de Laferrère și Miguel Paulino Tato. Ziarul „Cabildo" și-a schimbat mai târziu denumirea în „Tribuna".
El a fost legat de Liga pentru Drepturile Muncitorilor (Liga por los Derechos de los Trabajadores) condusă de colonelul Juan Francisco Castro. Această organizație a publicat revista „Latitud 34", al cărei editor a fost Soler Cañas, asistându-l pe directorul Jorge Perrone. Publicația a apărut doar pentru o durată scurtă, însă a fost foarte influentă, devenind un organ de difuzare a ideologia noii intelectualități argentiniene. Astfel, este de remarcată  atacul său împotriva existențialismului, un curent filosofic susținut de stânga universitară.<
În anii în care Perón a guvernat, jurnalistul a fost un colaborator activ al presei naționale, scriind pentru publicații precum „Dinámica Social", „Esto Es", „Plática", „Histonium", „Actitud", „Poesía Argentina", „Cultura", „Capricornio", „Ventana de Buenos Aires" și suplimentul cultural al ziarului L„a Prensa". De asemenea, a făcut arte din Sindicatul Scriitorilor din Argentina OSindicato Argentino de Escritores), o entitate care a reunit autori care au sprijinit guvernul.

## Luis Soler Cañas și revizionismul istoric
Revizuirea istoriei Argentinei a devenit o preocupare majoră a intelectualității argemtiniene încă din anii 1910, când era susținut de mișcarea naționalistă. Revizionismul istoric a fost puternic susținut de președintele Juan Perón. Luis Soler Cañas a fost un adept convins al acestui curent, ocupându-se în mod deosebit de corectarea viziunii asupra rolului istoric al generalilor José de San Martín și Juan Manuel de Rosas. Personalități dominante ale istoriei Argentinei din secolul XIX, geheralul José de San Martíno era prezentat ca un aventurier, iar generalul Rosas era descris ca un dictator; revizioniștii îi prezentau ca eroi naționali, care avuseseră roluri de căpetenie în formarea Argentinei și apăraseră Argentina împotriva intereselor străine. Pehtru aceste reconsiderări istorice, la 6 august 1938, un grup de studenți înființase la Buenos Aires Institutul de Cercetări Istorice Juan Manuel de Rosas (Instituto de Investigaciones Históricas Juan Manuel de Rosas). La îndemnul acestui institut, Luis Soler Cañas a publicat în 1951 primul său studiu istoric, "„San Martín, Rosas y la falsificación de la historia. Las inexactitudes de Ricardo Rojas": (San Martín, Rosas și falsificarea istoriei.În acestă lucrare,  Soler Cañas Rojas) combatea vehement viziunea istorică a lui Ricardo Rojas, fost rector al Universității din Buenos Aires.
Un deziderat al revizioniștilor era repatrierea rămășițelor generalului Rosas, care murise în Regatul Unit.Revendicările respective începuseră încă dih 1934, când o comisie având scopul de a realiza această repatriere  fusese înființată în orașul Sahta Fe, avându-l ca președinte pe Alfredo Bello și ca vicepreședinte pe Clementino Paredes. La 18 iunie 1954 se înființase în orașul Eva Perón (în prezent La Plata) „Organizația populară pentru repatrierea rămășițelor generalului Rosas” (Organización popular por la repatriación de los restos del General Rosas -  OPRRR) prezidată de profesorul José María Rosa și scriitorul Ernesto Palacio, fiind susținută de personalități ca Ricardo Font Ezcurra, Carlos Ibarguren, Manuel Gálvez și Alfredo Tarruella.Luis Soler Cañas a fost activ în popularizarea activităților organizației. Eforturile au continuat până după moartea lui Soler Cañas, în 1989, când președintele Carlos Menem a reușit să reînhumeze resturile la Buenos Aires. Deși autoritățile argentiniene doreau să îl îngroape în Catedrala metropolitană din Buenos Aires, alături de José de San Martín, biserica catolică s-a împotrivit, sub motiv că, din 1982, în biserici nu pot fi înmormântați decât papi, arhiepiscopi și cardinali. De aceea, Juan Manuel de Rosas a fost înmormântat îhtr-un mausoleu din Cimintirul Recoleta
Pentru a susține reconsiderarea activității lui Juan Manuel de Rosas, Luis Soler Cañas a studiat modul în care personalotatea acestuia era prezentatâ în cântecele și legendele populare din Argentina, scoțând în evidență diferența dintre viziunea acestora și cea din istoriografia oficială. Dintre acestea se amintesc cântecele: „Revuelo de Ponchos Rojos", „La Federala", „Topando a los Traidores", „Himno de los Restauradores", „Expedicion al Desierto", „La Soberania", „Vuelta de Obligado". „Chacarera del Clavel", „Mazurca de la Mazorca", „Restaurador Yo te Canto", „Sangre Federala" și „Repatriacion" . Colecția acestora a fost publicată, cu comentarii, în 1958, în volumul„Negros, gauchos y compadres en el cancionero de la Federación" (Hegrii, gauchos și părtașii lor în cântecele federației). 
Succesul acestui volum l-a determinat să elaboreze volumul „"ancionero de Perón y Eva Perón" (Carte de cântece despre Perón și Eva Perón) care include lucrări de José María Castiñeira de Dios, Fermín Chávez, Atilio García Mellid, Arturo Jauretche, Leopoldo Marechal, Juan Oscar Ponferrada, Ernesto Bustamante, Raúl Bustos Fierro, Rafael de Diego, Julio Ellena de la Sota, Juan Francisco Giacobbe, Cátulo Castillo, María Granata, Raúl Mende, Antonio Monti, Antonio Nella Castro, Gregorio Santos Hernando y Víctor Zerpa între alții. Lucrarea a fost finanțată de generalul Darío Julio Alessandro, un susținător al lui Perón, care, după lovitura de stat din 1966 cunoscută ca Revolución Libertadora, fusese închis timp fde 8 ½ luni. După liberare, se retrăsese în orașul Rojas, unde începuse să susțină diferite publicații peroniste..

## Activitate ca scriitor
Luis Soler Cañas a fost un membru activ al Sindicatului Argentinian al Scriitorilor (Sindicato Argentino de Escritores), care cuprindea sciitorii care susțineau guvernul lui Juan Perón. 
Îh ceea ce privește literatura, Luis Soler Cañas s-a ocupat de istoria literaturii argentiniene, publicând studii critice aspra lui Lisardo Zía și a lui Ricardo Güiraldes.
Universitatea Națională de Cuyo (Universidad Nacional de Cuyo) dln Mendozza l-a însărcinat cu republicarea unei ediții critice a revistei „Canto”, care să ilustreze principiile scriitorlor din anii 1940. Aceasta a dus la un studiu mai exhaustiv publicat în volumul „La generación poética del 40” care pfezintă curentul dîn poezia latino-americană cunoscut xa „Generația anilor 40”. Promotorii acestui curent se împotriveau avantgardismului perioadei precedente, și preconizau adoptarea unui neo-romantism precum și un accent mai puternic asupra naționalismului.

## Studiul argoului lunfardo

### Lucrări despre argoul lunfardo
În afară de limba spaniolă, vorbită de populația educată, clasele mai puțin educate, formate în bună parte din imigranți, își utilizau propriul jargon. Argoul local, denumit „lunfardo”, utilizat inițial de criminalii din Buenos Aires, s-a extins progresiv nu doar în întreaga zonă urbană Buenos Aires, ci și în Rosario și Montevideo, ajungând să fie utilizat de pături largi ale populației. În anii de după președinția șui Juan Perón, unii intelectuali din Argentina s-au dedicat studiului acestui limbaj. Unul din cei mai activi în acest domeniu a fost Luis Soler Cañas care, în 1965, a publicat o colecție de povestiri în lunfardo și în anul următor, un studiu al originilor literaturii scrise în lunfardo. Continuându-și studiile, a publicat în 1976 o antologie a literaturii lunfardo.

### Relația cu Academia Porteña del Lunfardo
În 1962, Luis Soler Cañas a semnat, împreună cu José Gobello și León Benarós o scrisoare, trimisă unui grup de scriitori, pentru a-i invita să se întâlnească și să fondeze Academia Porteña del Lunfardo, dedicată studierii  qcestui argou La 21 decembrie 1962 a semnat actul de înființare a Academiei, devenind membru titular, ocupând fotoliul „Juan Francisco Palermo". În anii următori, Luis Soler Cañas a fost foarte activ, prezentând îăn sesiunile academiei numeroase comunicări extrem de valoroase. Totuși. în 1978, el era nemulțumit de activitatea academiei, considerând că aceasta nu nu i-a îndeplinit așteptările, iar la data de 15 octombrie și-a depus demisia. Ținând seama de contribuțiile sale, De aceea, în 1992, cu ocazia celei de-a treizecea aniversări a Academiei, a fost luată decizia unilaterală, irevocabilă și irepetabilă de a numi ca academicieni emeriți câțiva academicieni care demisionaseră. Astfel, Luis Soler Cañas a fost inclus, postum, în lista membrilor academiei. 

## Opere
- San Martín, Rosas y la falsificación de la historia Las inexactitudes de Ricardo Rojas (1951).
- Canto y la generación de 1940 (1953).
- Negros, gauchos y compadres en el cancionero de la Federación (1958).
- Primera antología lunfarda (în colaborare cu José Gobello), (1961).
- Lizardo Zía (1962).
- Cuentos y diálogos lunfardos (1965).
- Orígenes de la literatura lunfarda (cu o introducere de José Gobello (1966).
- Cancionero de Perón y Eva Perón (1966).
- Güiraldes y Areco I1971).
- Antología del lunfardo (1976).
- Güiraldes y su tierra (1979).
- La generación poética del 40 (1981).